# Bajazet (Jommelli)
Bajazet és una òpera en tres actes composta per Niccolò Jommelli sobre un llibret italià d'Agostiono Piovene. S'estrenà a Torí el 1753.
A Catalunya, s'estrenà el 1767 al Teatre de la Santa Creu de Barcelona.